# Gaston de Foix (Viana)

Wappen Gastons de Foix

Gaston de Foix (* 1444; † 23. November 1470 in Libourne) war der älteste Sohn von Gaston IV., Graf von Foix und Bigorre, Vizegraf von Béarn, und der Königin Eleonore von Navarra. Als Erbe von Navarra trug er seit 1464 den Titel eines Prinzen von Viana.
Er heiratete am 7. März 1461 in Lescar Madeleine de France (* 1443; † 1495), Tochter des französischen Königs Karl VII.
Gaston und Madeleine hatten zwei Kinder:
- Franz Phoebus (François Phébus) (1466–1483), 1479 König von Navarra;
- Katharina (Cathérine) (1470–1517), 1483–1512 Königin von Navarra.

Gaston de Foix wurde am 23. November 1470 bei einem Turnier getötet. Da er vor seinen Eltern starb, war er nie Graf von Foix etc. oder König von Navarra; dennoch wird er von manchen Autoren als Gaston V. von Foix bezeichnet. Er war lediglich Vizegraf von Castelbon – diesen Titel hatte ihm sein Vater bereits 1462 übertragen. Er wurde in der Kathedrale von Pamplona bestattet.